# Ворсобин, Егор Михайлович
Егор Михайлович Ворсобин (27 (15) февраля 1872 — не ранее 1916) — крестьянин, депутат Государственной думы I созыва от Рязанской губернии.

## Биография
Крестьянин села Старый Келец Скопинского уезда Рязанской губернии. Окончил сельскую школу, затем учился в реальном училище. Исключён из 4-го класса перед самыми экзаменами «по прощению» за обнаруженную у него учителем русского языка во время урока «недозволенную» брошюру. Был земледельцем, имел 12 десятин надельной и 30 десятин арендной земли. Занимался торговлей. Во время борьбы с голодом в 1891—1892 годах заведовал продовольственным складом при Скопинской уездной управе. В течение 6 лет подрядчик, контрощик и десятник на Рязанско-Уральской железной дороге. В 1906 году состоял членом экономического совета и попечителем земской школы в селе Старый Келец. Волостной старшина. Симпатизировал программе конституционных-демократов, но по аграрному вопросу стоял левее.
14 апреля 1906 года избран в Государственную думу I созыва от съезда уполномоченных от волостей Рязанской губернии. Состоял в думской аграрной комиссии. Входил в Трудовую группу, по сведениям современных источников в середине мая перешел в Конституционно-демократическую фракцию. Однако сами трудовики в своём издании «Работы Первой Государственной Думы» ухода Ворсобина из их фракции не подтверждают.
Дальнейшая судьба и дата смерти неизвестны.